# Erich Winter
Erich Winter (* 14. Juli 1928 in Wien; † 17. Dezember 2022 in Gusterath) war ein österreichisch-deutscher Ägyptologe und Ordinarius an der Universität Trier.
Erich Winter studierte an der Universität Wien und wurde 1952 promoviert. 1965 erhielt er den Kardinal-Innitzer-Preis. Winter habilitierte sich 1968 im Fach Ägyptologie. 1977 wurde er nach Trier berufen, wo er bis zu seiner Emeritierung verblieb. Winter war korrespondierendes Mitglied der philosophisch-historischen Klasse im Ausland der Österreichischen Akademie der Wissenschaften und ordentliches Mitglied des Deutschen Archäologischen Instituts. Er leitete von Mitte der 1970er Jahre bis 2018 in Trier die Edition der hieroglyphischen Tempelinschriften von Philae (Konzession der Österreichischen Akademie der Wissenschaften, Wien).